# Kapusi Imre
Kapusi Imre (Hosszúpályi, 1941 –) erdőmérnök, Pro Urbe és Fleischmann Rudolf díjas, az Erdészeti Tudományos Intézet nyugalmazott állomásigazgatója, növénynemesítő.

## Életpályája
Kapusi Imre 1941-ben született Hosszúpályiban. Tanulmányait az Erdészeti Egyetemen végezte. Az egyetem befejezése után először a Hajdúsági Állami Erdőgazdasághoz került, majd a Berettyóújfalui Erdészethez nevezték ki műszaki vezetőnek, ahol 1968-ig dolgozott, ekkor az Erdészeti Tudományos Intézet Püspökladányi Kísérleti Állomására helyezték át. Közben 1981-ben doktorált a nyírségi akáctermesztés fejlesztéséből. 1982-ben az Erdészeti Tudományos Intézet Tiszántúli Kísérleti Állomásának igazgatója lett. 1994-ben a Püspökladányon végzett sokirányú tevékenységéért Pro Urbe díjat kapott.
1995-ben magánnemesítő lett, 2000-től pedig mint bejegyzett erdőgazdálkodó tevékenykedik, aki Kács és Tibolddaróc határában levő 8,5 ha erdőterületén növénynemesítő tevékenységet végez, közben 2002-ben Kácson egy akác energiaerdőt is létesített. 
2001. évi nyugdíjazásától a klímaváltozással kapcsolatos problémák foglalkoztatták.

## Munkássága
1968 és 1995 között tizenöt nemes nyár, három fehér fűz, egy szilfajta előállításában vett részt. Később mint egyéni vállalkozó százhuszonöt akác törzsfát, százegy törzsfanemzedéket és tizenkét vetőmagtermesztő ültetvényt állított elő. 2001-es nyugdíjba vonulása óta a klímaváltozás kapcsán Tibolddarócon 7 ha-os élőfagyűjteményt létesített szárazságtűrő fafajok, erdei gyümölcsök és fás szárú gyógynövények nemesítése céljából. Kács és Tibolddaróc határában 8,5 ha-on 2002-ben egy akác energiaerdőt létesített. Gyűjteményes kertjében az általa legnagyobbnak tartott hazai dísznövény-nemesítő, dr. Barabits Elemér majdnem teljes életművét őrzi.  
Tiszteletbeli elnöke a Kácsi Hagyományőrző Egyesületnek, oktatója a Kácsi Örs Vezér Erdei Iskolának.
Tagja az Arborétumok és Botanikus Kertek Országos Szövetségének és tiszteletbeli tagja a Tibolddaróci Borklubnak.
Háromszor volt az Erdészeti Tudományos Intézet kiváló dolgozója, és kétszer kapott miniszteri kitüntetést.

## Díjai
- Pro Urbe díj
- Fleischmann Rudolf-díj